# SUKI!SUKI!フロンターレ
 SukiSuskiフロンターレ（すきすきフロンターレ）は、ケーブルテレビ(CATV)で放送されているJリーグ・川崎フロンターレ応援番組。イッツ・コミュニケーションズ（iTSCOM）、ジェイコムせたまち（旧・小田急ケーブルビジョン：OCV）、YOUテレビ、横浜ケーブルビジョン（YCV）で視聴できる。愛称・略称は「スキフロ」。
CATVのため加入者でないと視聴できないが、内容が毎週更新であり、また再放送（局によって回数は異なる）やスタジアムにおける試合前での放映などもあり、視聴できる機会は多い。

## 略歴
2004年5月、小田急ケーブルビジョン（当時）の製作により放送開始。当初はOCVとiTSCOMのみで15分間の放映であった。
ナビゲーターはスポーツジャーナリストやリポーターとして活躍する岩澤昌美と、フロンターレスタッフの向島建（元川崎フロンターレ選手）。背景をCG処理により作成されたスタジオからの放送を中心にインタビューや試合のダイジェストで構成。とくにホームゲームでは独自の映像を使用しているため、他の番組とは違った角度からの画面が見られることで話題となったが、一方でアウェーゲームは静止画に結果のみというものであった。
しかし当時のフロンターレはJリーグ2部(J2)所属であり、テレビ番組ではテレビ神奈川(tvk)の「ファイト!川崎フロンターレMonthly」（原則として毎月第2金曜日の21時からの放送）くらいであったため、当時は毎週更新されていたこの番組が非常に重宝された。
2004年のシーズンオフ終了後、OCVでは放送休止となったためiTSCOMの製作に変更。通常のスタジオでの作成となり、内容は隔週更新に。またエンディングテーマを歌う「appledore」のメンバー・松江イサムもスタジオでのメンバーとなった。
2005年はJリーグのシーズン開始にあわせOCVでの放送を再開。基本的にはiTSCOMの製作だが、OCVで作製されることもあった。またこのころからYOUテレビでの放送も始まったため川崎市内全域での視聴が可能となり、放送時間が20分に延長された。またスタジオでの出演は岩澤昌美と向島建の二人となり、松江イサムはリポーターとして出演していたが、途中で降板した。
2006年7月、岩澤昌美に代わり茜ゆりかが登場。グラビアなどでの活動をし始めたばかりの新人アイドルを一人前のリポーターに仕上げるべく挑戦させるという内容が中心となった。
その後、向島建が多忙のために番組を休むことがたびたびあり、茜ゆりかだけが出演したことが何度かあったが、2008年からは羽田徹が加わり、ナビゲーターとして番組の進行を務めるようになった。
2011年からは茜に代わり阿井莉沙が司会を務め、番組がリニューアルされた。タイトルも「SUKI!SUKI!フロンターレ」から「SukiSukiフロンターレ」となり、放送が14分/毎週更新となる。また試合のダイジェスト放送がなくなり、選手インタビューやアカデミーカテゴリーの紹介が中心となった。
2014年8月から試合のダイジェスト放送が再開された。
2015年4月から放送時間が19分になり、横浜ケーブルビジョンでの放送が開始された。
2024年9月20日（本放送オンエア日基準）から阿井が産休のため一時降板、2025年5月23日オンエアから復帰。この間は奥田明日美、小森すみ恵の二名体制であった。

## コーナー
- 試合ハイライト‐ナレーションや解説は付かない。
- Frontale Talk‐選手二人とMCによる対談。
- サッカーはじめて物語‐サッカーをはじめたきっかけから現在までを、選手のインタビューと写真で振り返る。
- Frontale Locker Room Gallery‐クラブハウスの選手ロッカーを選手自身が解説する。
- アカデミー通信‐川崎フロンターレのアカデミーカテゴリーの選手を紹介する。
- スキスキQ&A‐サポーターの質問に選手が答える。

その他、選手インタビュー、練習の様子やホームタウン活動、週末の試合の告知、プレゼント募集など

## 放送チャンネル
- イッツ・コミュニケーションズ（iTSCOM）：イッツコムチャンネル(11ch)
- ジェイコムせたまち（旧・小田急ケーブルビジョン：OCV）：J:COMチャンネル(11ch)
- YOUテレビ：YOUチャンネル(11ch)
- 横浜ケーブルビジョン：YCVチャンネル(11ch)